# ورتیکال اروسپیس
ورتیکال اروسپیس (انگلیسی: Vertical Aerospace) شرکت هوافضای بریتانیایی است، که در سال ۲۰۱۶ توسط استیون فیتزپاتریک تأسیس شد.